# Palacio de los Deportes
Il Palacio de los Deportes è un impianto sportivo di Città del Messico e fa parte del complesso della Magdalena Mixhuca. È situato in avenida Río Churubusco y Añil, nella colonia Granjas México della delegación Iztacalco.
La sua forma geodetica e la sua copertura di rame sono le caratteristiche principali di quest'opera architettonica. Il rame solitamente si ossida con il tempo, motivo per cui al palazzo dello sport è stata applicata una "cappa" protettiva per evitare l'ossidamento. Questa arena è sede di numerosi eventi, tra i quali concerti, esibizioni commerciali. La sua costruzione è iniziata nel 1956 ed è terminata nel 1968, anno nel quale Città del Messico ha ospitato i Giochi olimpici. Il 6 dicembre 1997 ha ospitato la partita di regular season NBA tra Houston Rockets e Dallas Mavericks finita 108-106.
L'opera è stata progettata dall'architetto Felix Candela, che è nato in Spagna ma ha iniziato a esercitare la professione in Messico.